# Neue Dammtorsynagoge
Die Neue Dammtorsynagoge war eine Synagoge im Hamburger Grindelviertel. Sie war eine der ersten Synagogen des Konservativen Judentums und wurde 1895 im orientalisierenden Stil errichtet. Beim Novemberpogrom 1938 wurde sie geschändet, durch private Spenden war es möglich sie soweit wiederherzustellen, dass noch für eine Zeit Gottesdienste stattfinden konnten. 1943 wurde das Gebäude durch Bomben zerstört.

## Geschichte
Die Synagoge ging aus dem Verein für jüdisch-religiöse Vorträge hervor, der zunächst seit 1879 eine Synagoge am Jungfernstieg unterhielt. Sie besaß Plätze für 180 Männer und 90 Frauen, sowie eine Tribüne für einen Knabenchor, der im Gottesdienst sang. 1887 musste die Synagoge, nach einem Brand im Dachstuhl, geschlossen werden.
Als Ersatz wurde 1895, nach längerer Planung eine neue Synagoge vor dem Dammtor, im heutigen Grindelviertel errichtet. Grundstück und Bau wurden von einer Erbengemeinschaft finanziert, die die Synagoge an den Verein vermietete. Torarollen und -schmuck wurden von der „Wallichschen Klaus“ geliehen, die zu dieser Zeit keine Gottesdienste abhielt.
Der Bau wurde von den Architekten Georg Schlepps und Rudolf Rzekonski errichtet. Sie lag in einem engen Hof hinter den Vorderhäusern Beneckestraße 2 und 6 (heute: Allendeplatz) und war durch einen schmalen Zugang zu erreichen. Nur die Fassade mit dem Eingang nach Norden wurde mit farbigen Ziegelmustern ausgestaltet. Die Türen waren mit Hufeisenbögen geschmückt. Das Eingangsgebäude war überkuppelt. Sie besaß 300 Plätze für Männer und 200 für Frauen. Innen war die Synagoge farbig ausgestaltet.
Der Gottesdienst folgte einem Ritus, der zwischen Orthodoxie und Hamburger Reformbewegung stand. Man legte Wert auf einen würdigen Gottesdienst und Ruhe beim Gebet. Der Innenraum spiegelte die maßvollen Änderungen zum Orthodoxen Gottesdienst wider: Das Lesepult (Bima) stand vor dem Toraschrein und nicht in der Raummitte, wie in traditionellen Synagogen. Die Frauenempore war nur niedrig vergittert. Es gab eine Empore für einen vierstimmigen Chor, jedoch keine Orgel wie im Reformtempel.

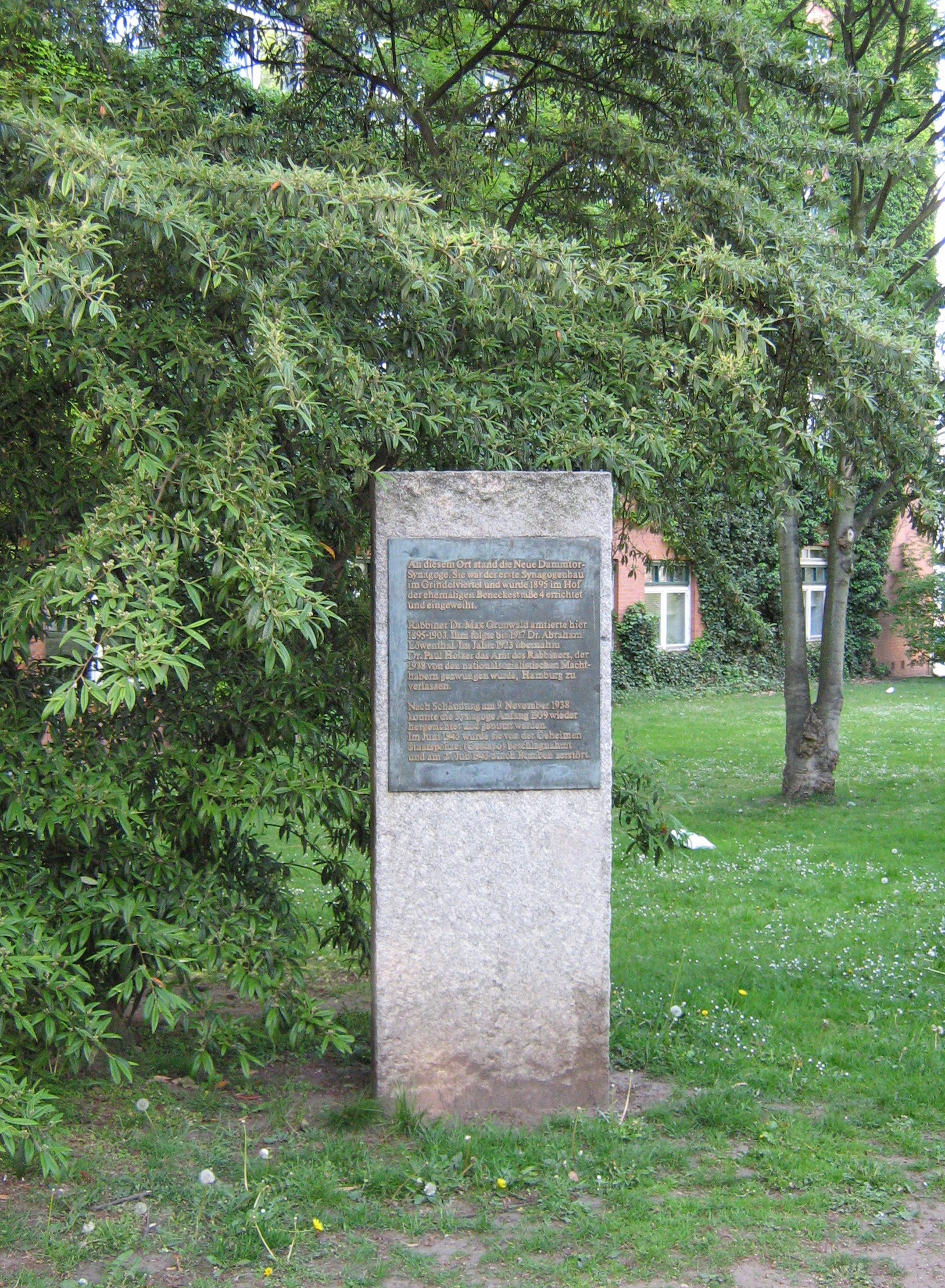
Gedenkstein für die Neue Dammtorsynagoge

1912 wurde ein Verein unter dem Namen „Neue Dammthor-Synagoge“ gegründet. Er wurde 1924 ein eigenständiger Kultusverband im innerhalb der Deutsch-Israelitischen Gemeinde, neben dem orthodoxen Deutsch-Israelitische Synagogen-Verband und dem Israelitische Tempel-Verband. In diesem „Hamburger System“ konnte die Synagogenverbände verschiedene Formen des Gottesdienstes abhalten, während die übergeordnete Gemeinde die gemeinsamen Belange wie Sozialwesen und Friedhöfe übernahm.
1927 wurde die Synagoge um 150 Plätze erweitert und die Innenausmalung von dem Künstler Erich Brill gestaltet, der auch die farbigen Glasfenster in der Kuppel schuf. Nachdem der Verein, der die Synagoge betrieb, zunächst das gesamte Grundstück und die Vorderhäuser erworben hatte, gab er beides 1928 an die Deutsch-Israelitische Gemeinde ab, die die Vorderhäuser zu Verwaltungszwecken nutzte.
Zu den Rabbinern der neuen Dammtorsynagoge gehörte Max Grunwald, der hier von 1895 bis 1903 amtierte. Von 1917 bis 1922 predigten die Tempelgeistlichen David Leimdörfer und Jacob Sonderling auch in der Dammtorsynagoge. Diese Gottesdienste waren beliebt und gut besucht. Von 1923 bis 1939 war Paul Holzer dort Rabbiner. Holzer wurde während des Novemberpogroms 1938 festgenommen und konnte nach seiner Freilassung nach England emigrieren.
Während des Novemberpogroms 1938 wurde die Synagoge verwüstet. Sie konnte jedoch durch private Spenden wieder für den Gottesdienst hergerichtet werden und war bis zu ihrer Beschlagnahme 1943 in Betrieb. Kurze Zeit später wurde das Gebäude durch einen Bombentreffer zerstört.
Heute erinnert eine Tafel auf dem Gelände, das heute zum Campus der Universität Hamburg gehört, an die Synagoge.